# Cas gramatical
En lingüística, el cas és una categoria de la flexió de noms, adjectius o pronoms, que fa que la paraula adopti diferents formes segons la funció sintàctica que fa dins de la frase. Algunes llengües que presenten casos són el llatí, el grec, el sànscrit, l'alemany, o les llengües eslaves, per exemple.

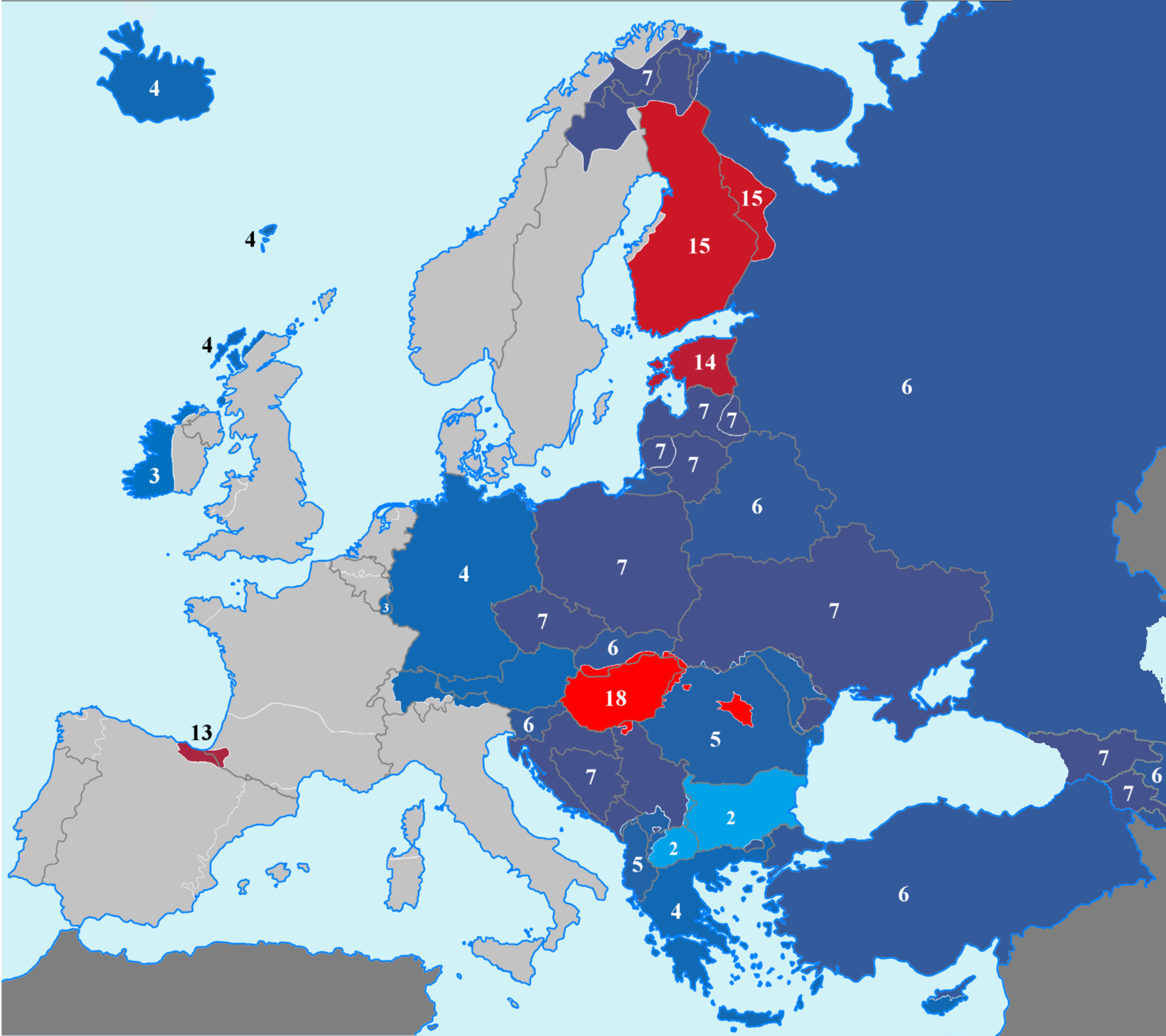
Mapa de les llengües europees que mostra el nombre de casos gramaticals que tenen

En català, i en la majoria de llengües romàniques (excepte el romanès), només queden vestigis dels casos llatins en el sistema de pronoms personals. Per exemple, les diferents funcions sintàctiques dels pronoms ell, lo, li, seu correspondrien aproximadament als casos del llatí nominatiu, acusatiu, datiu, i genitiu.
La flexió de cas era molt més freqüent en les llengües indoeuropees antigues que en les actuals, en què sovint només en queden restes.
Per exemple, entre les llengües romàniques, només el romanès manté un sistema de casos en els noms.
El sistema de casos del grec modern és molt més senzill que el del grec clàssic.
L'anglès, entre les llengües germàniques, també ha perdut pràcticament el sistema de casos i només en queden vestigis en alguns pronoms personals
(per exemple, les diferents formes del pronom "he, him, his") i pronoms relatius (les diferents formes del pronom "who, whom, whose"), i en el denominat genitiu saxó, que marca el posseïdor amb una terminació "'s".
La flexió pel cas acostuma a permetre un ordre de les paraules més lliure, ja que les relacions sintàctiques poden quedar explícites per la forma flexiva de les paraules. Per exemple, en la frase llatina 'Reginam populus amat' les terminacions permeten entendre que la frase diu 'el poble estima la reina' i no al revés. En canvi, 'Regina populum amat' voldria dir 'la reina estima el poble'.